# Osmanağaköy, Kovancılar
Osmanağa là một xã thuộc huyện Kovancılar, tỉnh Elâzığ, Thổ Nhĩ Kỳ. Dân số thời điểm năm 2011 là 74 người.